# ساری‌قمیش (نفت‌چاله)
ساری‌قمیش (به لاتین: Sarıqamış) یک منطقه مسکونی در جمهوری آذربایجان است که در شهرستان نفت‌چاله واقع شده است.